# Itala (Filmgesellschaft)
Itala war eine italienische Filmproduktionsgesellschaft. Sie gehörte nach Cines und Ambrosio zu den wichtigsten Filmgesellschaften des frühen italienischen Films.

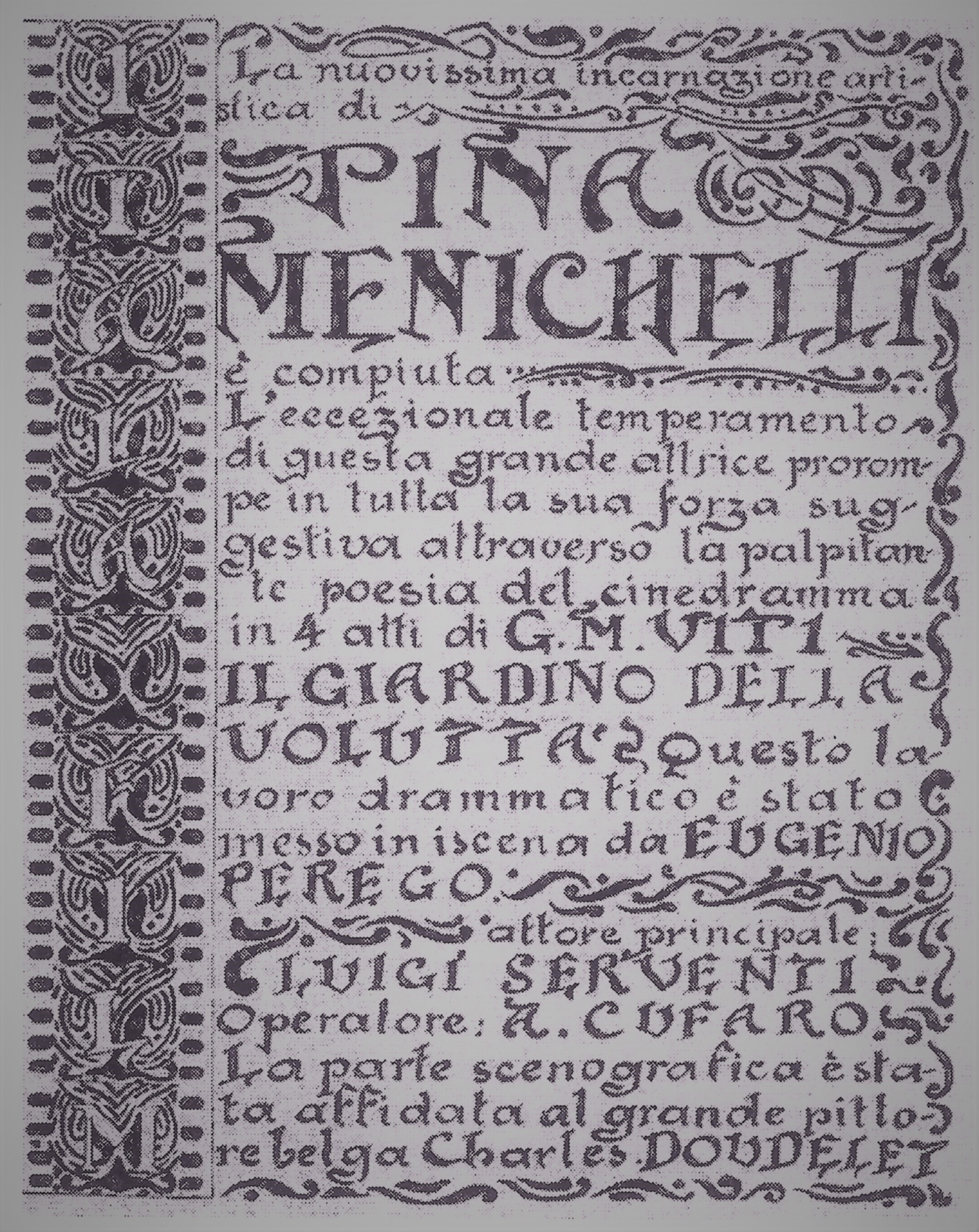
Poster des Stummfilms Il Giardino della Volutta, 1918

Sie wurde 1907 von dem Chemiker Carlo Rossi und den Industriellen Guglielmo Remmert unter dem Namen „Carlo Rossi & C.“ in Turin gegründet. Sie stellten Techniker von Pathé-Frères an und sicherten sich den Zugang zum internationalen Markt unter anderem durch Zusammenarbeiten von der „Hepworth Manufactoring“ in London und der „Kleine Optical Company“ in Chicago. Zu den ersten Angestellten gehörte auch Giovanni Pastrone, der gemeinsam mit Carlo Sciamengo das Management übernahm. 1908 zog sich Rossi zurück und liquidierte die Gesellschaft, die fortan unter dem Namen „Itala“ firmierte. Pastrone engagierte den beliebten französischen Filmkomiker André Deed von Pathé-Frères und gesellte ihn zum Stammpersonal Ernesto Vaser, Emilio Vardannes, Dante Testa, Alexandre Bernard, Lydia Quaranta, Edoardo Davesnes und Italia Almirante Manzini. Außer Pastrone waren Vincenzo Denizot und Romano Borgnetto als Regisseure tätig.
Der größte internationale Erfolg war Cabiria (1914) von Giovanni Pastrone.
1919 ging Itala in der „Unione Cinematografica Italiana“ auf.